# تا زمانی که مرگ جدایمان کند (فیلم)
زمانی که مرگ جدایمان کند (انگلیسی: Till Death Do Us Part) یک فیلم آمریکایی محصول سال ۲۰۲۳ به کارگردانی تیموتی وودوارد جونیور، نویسندگی چاد لاو و شین داکس تیلور، و تدوین فیلمنامه توسط لوری فرانکلین-گارسیا است.

## خلاصه داستان
یک عروس عروسی خود را ترک می‌کند و سپس باید با داماد تحقیر شده و هفت مرد صمیمی اش مبارزه کند.

## گزیدهٔ بازیگران
- کَـم ژیگاندِی در نقش ساقدوش اول
- جیسون پاتریک در نقش شوهر
- ناتالیا بورن در نقش عروس
- اورلاندو جونز در نقش ساقدوش ۴
- سرداریوس بلین در نقش داماد
- پانچو مولر در نقش ساقدوش ۷ / تی-بون
- نب چوپین در نقش ساقدوش ۲ / بیگ سکسی
- دی. وای. سائو در نقش ساقدوش ۱
- سم لی هرینگ در نقش ساقدوش ۳
- آلن سیلوا در نقش ملازم ساقدوش ۶
- نیکول آرلین به عنوان همسر
- آنائیس لیلیت در نقش متصدی بار

## بازخورد
این فیلم دارای میانگین رتبه ۴۱٪ در بازبینی جمعی وبسایت راتن تومیتوز، بر اساس ۲۷ بررسی، و میانگین امتیاز ۴٫۹/۱۰ است.